# Taixlikh
El Taixlikh (en hebreu תשליך) és una celebració jueva que es duu a terme durant la tarda del primer dia del Roix ha-Xanà, l'Any Nou del calendari hebreu. Durant el taixlikh es llencen a l'aigua simbòlicament els pecats. Quan el primer dia de Roix ha-Xanà cau en Sàbat, aleshores el taixlikh es fa el segon dia de Roix ha-Xanà. L'origen del costum i el seu nom es deriven d'un passatge bíblic del llibre de Miquees:
| «                                                    | Quin déu es pot comparar amb tu, tu que perdones les culpes i passes per alt les infidelitats de la resta del teu poble, de la teva heretat? No mantens per sempre l'enuig: tu et complaus a estimar. De nou et compadiràs de nosaltres: trepitjaràs les nostres culpes i llançaràs al fons del mar tots els nostres pecats. Seràs fidel amb els de Jacob i misericordiós amb els d'Abraham, tal com vas jurar als nostres pares des dels temps antics. | » |
| — Miquees 7,18-20, Bíblia Catalana Interconfessional | |   |